# Aethionema carneum
Aethionema carneum là một loài thực vật có hoa trong họ Cải. Loài này được (Banks & Sol.) B.Fedtsch. mô tả khoa học đầu tiên năm 1905.